# Seznam děkanů právnické fakulty Německé univerzity v Praze
Toto je seznam děkanů právnické fakulty Německé univerzity v Praze:
- 1882–1883 Friedrich Heinrich Vering
- 1883–1884 Horaz Krasnopolski
- 1884–1885 Karl von Czyhlarz
- 1885–1886 Dominik Ullmann
- 1886–1887 Hugo von Kremer-Auenrode
- 1887–1888 Friedrich Rulf
- 1888–1889 Emil Sax
- 1889–1890 Friedrich Heinrich Vering
- 1890–1891 Josef Ulbrich
- 1891–1892 Horaz Krasnopolski
- 1892–1893 Heinrich Schuster
- 1893–1894 Friedrich von Wieser
- 1894–1895 Ludwig Mitteis, během funkčního období ho vystřídal Friedrich von Wieser
- 1895–1896 Dominik Ullmann
- 1896–1897 Horaz Krasnopolski
- 1897–1898 August Finger
- 1898–1899 Heinrich Joseph Singer
- 1899–1900 Robert Zuckerkandl
- 1900–1901 Emil Pfersche
- 1901–1902 Heinrich Schuster
- 1902–1903 Heinrich Rauchberg
- 1903–1904 Ivo Pfaff
- 1904–1905 Hans Gross
- 1905–1906 Otto Frankl
- 1906–1907 Josef Ulbrich
- 1907–1908 Adolf Zycha
- 1908–1909 Anton Rintelen
- 1909–1910 Emil Pfersche
- 1910–1911 Arthur Spiethoff
- 1911–1912 Wenzel Gleispach
- 1912–1913 Heinrich Joseph Singer
- 1913–1914 Robert von Mayr-Harting
- 1914–1915 Ludwig Spiegel
- 1915–1916 Robert Zuckerkandl
- 1916–1917 Heinrich Rauchberg
- 1917–1918 Adolf Zycha
- 1918–1919 Franz Exner
- 1919–1920 Artur Skedl
- 1920–1921 Otto Frankl
- 1921–1922 Otto Peterka
- 1922–1923 Alfred Amonn
- 1923–1924 Bruno Kafka
- 1924–1925 Mariano San Nicolò
- 1925–1926 August Köhler
- 1926–1927 Heinrich Rauchberg
- 1927–1928 Otto Peterka
- 1928–1929 Bruno Kafka
- 1929–1930 Mariano San Nicolò
- 1930–1931 Robert Mayr-Harting
- 1931–1932 Rudolf Schránil
- 1932–1933 Wilhelm Weizsäcker
- 1933–1934 Fritz Sander
- 1934–1935 Franz Xaver Weiss
- 1935–1936 Ernst Swoboda
- 1936–1937 Edgar Maria Foltin
- 1937–1938 Egon Weiss
- 1938–1939 Ernst Hoyer
- 1939–1940 Wilhelm Weizsäcker
- 1941 Otto Peterka
- 1941–1943 Franz Laufke
- 1943–1944 Hans Julius Wolff
- 1944–1945 Wilhelm Weizsäcker